# Leo Tindemans
Leonard Clemence "Leo" Tindemans (pronunciat  [ˈleːjoː ˈtɪndəmɑns] (?·pàg.)) (Zwijndrecht, 16 d'abril de 1922 - Edegem, 26 de desembre de 2014) fou un polític flamenc del partit demòcrata-cristià Christen-Democratisch en Vlaams (CD&V), que fou Primer Ministre de Bèlgica entre els anys 1974 i 1978.

## Biografia
Va néixer el 16 d'abril de 1922 a la ciutat de Zwijndrecht, població situada a la província d'Anvers. Va estudiar ciències polítiques a la Universitat Catòlica de Lovaina, i amplià els seus estudis en economia a la Universitat de Gant.

## Activitat política
Inicià la seva activitat política l'any 1965 quan va esdevenir burgmestre del municipi d'Edegem, situada a la regió flamenca de la província d'Anvers, càrrec que ocupà fins al 1978.
Fou nomenat diputat al parlament belga pel partit democristià Christen-Democratisch en Vlaams (CD&V) per primer cop l'any 1961, acta que no abandonà fins al 1989. L'any 1970 el primer ministre Gaston Eyskens el nomenà Ministre d'Afers comunitaris de Flandes, i el 1971 Ministre d'Agricultura i de la Classe Obrera, càrrec que va mantenir fins al final del mandat d'Eyskens l'any 1973.
Després d'un parèntesi de govern socialista per part d'Edmond Leburton entre 1973 i 1974, aquell mateix any Tindemans fou nomenat Primer Ministre de Bèlgica. Federalista convençut, mostrà el seu suport a la unió política d'Europa l'any 1975, pensant que la unió europea no és una fi en si mateix sinó una etapa més cap al camí a la unificació. Tindemans serà uns dels principals avaladors davant el Consell Europeu de la unió monetària, el reforçament del poder parlamentari del Parlament Europeu i una política de seguretat comuna. L'any 1976 fou guardonat amb el Premi Internacional Carlemany, concedit per la ciutat d'Aquisgrà, pels seus passos en favor de la unió europea.
Després del fracàs del fracàs del pacte d'Egmont Tindemans va dimitir com a primer ministre i es van convocar les eleccions legislatives belgues de 1978 Tindemans fou nomenat Ministres d'Afers Estrangers entre 1981 i 1989 sota els governs de Mark Eyskens i Wilfried Martens.
President del Partit Popular Europeu (PPE) entre 1976 i 1985, també fou diputat europeu en dues ocasions (1979-1981 i 1989-1999) i actualment és president d'honor del PPE.